# TCR DSG Italy Endurance 2020
La stagione 2019 del TCR DSG Italy Endurance è la seconda edizione del campionato organizzato dall'ACI. La competizione, il cui calendario è stato più volte rivisto e posticipato a causa della pandemia di COVID-19 del 2019-2021, è iniziata il 7 agosto a Misano e terminerà il 6 dicembre a Vallelunga.

## Scuderie e piloti
| Scuderia         | Vettura                 | #  | Pilota            | Gare |
| ---------------- | ----------------------- | -- | ----------------- | ---- |
| Team Italy       | Audi RS3 LMS TCR        | 3  | Ermanno Dionisio  | 1-   |
| Team Italy       | Audi RS3 LMS TCR        | 3  | Giacomo Barri     | 1-   |
| TecniEngines     | Audi RS3 LMS TCR        | 22 | Piero Necchi      | 1-   |
| TecniEngines     | Audi RS3 LMS TCR        | 22 | Edoardo Necchi    | 1-   |
| NOS Racing       | Volkswagen Golf GTI TCR | 33 | Gabriele Giorgi   | 1-   |
| NOS Racing       | Volkswagen Golf GTI TCR | 33 | Cosimo Barberini  | 1-   |
| Zengő Motorsport | CUPRA TCR               | 55 | Szabolcs Gal      | 1-   |
| Zengő Motorsport | CUPRA TCR               | 55 | Csaba Tóth        | 1-   |
| Elite Motorsport | Volkswagen Golf GTI TCR | 63 | Alessandro Altoè  | 1-   |
| Elite Motorsport | Volkswagen Golf GTI TCR | 63 | Alfredo De Matteo | 1-   |
| Elite Motorsport | Volkswagen Golf GTI TCR | 64 | Diego Cassarà     | 1-   |
| Elite Motorsport | Volkswagen Golf GTI TCR | 64 | "Linos"           | 1-   |
| Elite Motorsport | Volkswagen Golf GTI TCR | 65 | Gabriele Volpato  | 1-   |
| Elite Motorsport | Volkswagen Golf GTI TCR | 65 | Rodrigo Almeida   | 1-   |
| Elite Motorsport | Volkswagen Golf GTI TCR | 67 | Nicola Novaglio   | 1-   |
| BF Motorsport    | Audi RS3 LMS TCR        | 69 | Paolo Palanti     | 1-   |
| BF Motorsport    | Audi RS3 LMS TCR        | 69 | Ronnie Valori     | 1-   |

## Calendario
| Gara | Circuito                              | Data        | Supporto                                                                                        |
| ---- | ------------------------------------- | ----------- | ----------------------------------------------------------------------------------------------- |
| 1    | Misano World Circuit Marco Simoncelli | 9 agosto    |                                                                                                 |
| 2    | Autodromo internazionale del Mugello  | 4 ottobre   | Campionato italiano gran turismo Formula Regional European Championship Italian F4 Championship |
| 3    | Autodromo nazionale di Monza          | 18 ottobre  | Campionato italiano gran turismo Formula Regional European Championship Italian F4 Championship |
| 4    | Circuito di Catalogna                 | 15 novembre |                                                                                                 |
| 5    | Autodromo di Vallelunga               | 6 dicembre  | Campionato italiano gran turismo Formula Regional European Championship Italian F4 Championship |

## Risultati e classifiche

### Gare
| Gara | Circuito   | Pole position                  | Giro veloce                    | Pilota vincitore                 | Scuderia vincitrice |
| ---- | ---------- | ------------------------------ | ------------------------------ | -------------------------------- | ------------------- |
| 1    | Misano     | Ermanno Dionisio Giacomo Barri | Ermanno Dionisio Giacomo Barri | Gabriele Volpato Rodrigo Almeida | Elite Motorsport    |
| 2    | Mugello    |                                |                                |                                  |                     |
| 3    | Monza      |                                |                                |                                  |                     |
| 4    | Barcellona |                                |                                |                                  |                     |
| 5    | Vallelunga |                                |                                |                                  |                     |

### Classifiche

#### Classifica assoluta
| Pos. | Pilota            | IMO | MUG | MNZ | CAT | VAL | Punti |
| ---- | ----------------- | --- | --- | --- | --- | --- | ----- |
| 1    | Gabriele Volpato  | 1   |     |     |     |     | 40    |
| 1    | Rodrigo Almeida   | 1   |     |     |     |     | 40    |
| 2    | Giovanni Altoè    | 2   |     |     |     |     | 35    |
| 2    | Alfredo De Matteo | 2   |     |     |     |     | 35    |
| 3    | Ermanno Dionisio  | 3   |     |     |     |     | 30    |
| 3    | Giacomo Barri     | 3   |     |     |     |     | 30    |
| 4    | Paolo Palanti     | 4   |     |     |     |     | 27    |
| 4    | Ronnie Valori     | 4   |     |     |     |     | 27    |
| 5    | Piero Necchi      | 5   |     |     |     |     | 24    |
| 5    | Edoardo Necchi    | 5   |     |     |     |     | 24    |
| 6    | Szabolcs Gal      | 6   |     |     |     |     | 21    |
| 6    | Csaba Tóth        | 6   |     |     |     |     | 21    |
|      | Diego Cassarà     | Rit |     |     |     |     | 0     |
|      | "Linos"           | Rit |     |     |     |     | 0     |
|      | Nicola Novaglio   | Rit |     |     |     |     | 0     |
|      | Gabriele Giorgi   | Rit |     |     |     |     | 0     |
|      | Cosimo Barberini  | Rit |     |     |     |     | 0     |
| Pos. | Pilota            | IMO | MUG | MNZ | CAT | VAL | Punti |

| Colore  | Risultato             |
| ------- | --------------------- |
| Oro     | Vincitore             |
| Argento | 2º posto              |
| Bronzo  | 3º posto              |
| Verde   | Finito a punti        |
| Blu     | Finito senza punti    |
| Viola   | Ritirato (Rit)        |
| Viola   | Non classificato (NC) |
| Rosso   | Non qualificato (NQ)  |
| Nero    | Squalificato (SQ)     |
| Bianco  | Non partito (NP)      |
| Bianco  | Non ha gareggiato     |
| Bianco  | Infortunato (INF)     |
| Bianco  | Escluso (ES)          |
| Bianco  | Gara cancellata (C)   |

#### Classifica gentleman
| Pos. | Pilota           | IMO | MUG | MNZ | CAT | VAL | Punti |
| ---- | ---------------- | --- | --- | --- | --- | --- | ----- |
| 1    | Ermanno Dionisio | 3   |     |     |     |     | 40    |
| 2    | Paolo Palanti    | 4   |     |     |     |     | 35    |
| 3    | Piero Necchi     | 5   |     |     |     |     | 30    |
| 4    | Csaba Tóth       | 6   |     |     |     |     | 27    |
|      | "Linos"          | Rit |     |     |     |     | 0     |
| Pos. | Pilota           | IMO | MUG | MNZ | CAT | VAL | Punti |

| Colore  | Risultato             |
| ------- | --------------------- |
| Oro     | Vincitore             |
| Argento | 2º posto              |
| Bronzo  | 3º posto              |
| Verde   | Finito a punti        |
| Blu     | Finito senza punti    |
| Viola   | Ritirato (Rit)        |
| Viola   | Non classificato (NC) |
| Rosso   | Non qualificato (NQ)  |
| Nero    | Squalificato (SQ)     |
| Bianco  | Non partito (NP)      |
| Bianco  | Non ha gareggiato     |
| Bianco  | Infortunato (INF)     |
| Bianco  | Escluso (ES)          |
| Bianco  | Gara cancellata (C)   |

#### Classifica junior 25
| Pos. | Pilota           | IMO | MUG | MNZ | CAT | VAL | Punti |
| ---- | ---------------- | --- | --- | --- | --- | --- | ----- |
| 1    | Gabriele Volpato | 1   |     |     |     |     | 40    |
| 1    | Rodrigo Almeida  | 1   |     |     |     |     | 40    |
| 2    | Alessandro Altoè | 2   |     |     |     |     | 35    |
| 3    | Edoardo Necchi   | 5   |     |     |     |     | 30    |
| Pos. | Pilota           | IMO | MUG | MNZ | CAT | VAL | Punti |

| Colore  | Risultato             |
| ------- | --------------------- |
| Oro     | Vincitore             |
| Argento | 2º posto              |
| Bronzo  | 3º posto              |
| Verde   | Finito a punti        |
| Blu     | Finito senza punti    |
| Viola   | Ritirato (Rit)        |
| Viola   | Non classificato (NC) |
| Rosso   | Non qualificato (NQ)  |
| Nero    | Squalificato (SQ)     |
| Bianco  | Non partito (NP)      |
| Bianco  | Non ha gareggiato     |
| Bianco  | Infortunato (INF)     |
| Bianco  | Escluso (ES)          |
| Bianco  | Gara cancellata (C)   |